# Кубок Італії з футболу 1963—1964
Кубок Італії з футболу 1963—1964 — 17-й розіграш Кубка Італії з футболу. У турнірі взяло участь 38 італійських клубів. Титул володаря кубка Італії вперше здобула «Рома», яка у фіналі переграла «Торіно».

## Календар
| Раунд            | Дата                          | Матчі | Клуби   |
| ---------------- | ----------------------------- | ----- | ------- |
| Перший раунд     | 9 вересня 1963                | 17    | 38 → 21 |
| Перехідний раунд | 20 жовтня 1963                | 1     | 21 → 20 |
| Другий раунд     | 13 листопада — 11 грудня 1963 | 8     | 20 → 12 |
| Третій раунд     | 12 квітня — 13 травня 1964    | 4     | 12 → 8  |
| 1/4 фіналу       | 3—11 червня 1964              | 4     | 8 → 4   |
| 1/2 фіналу       | 10—14 червня 1964             | 2     | 4 → 2   |
| Фінал            | 6 вересня/1 листопада 1964    | 2     | 2 → 1   |

## Перший раунд
| Команда 1       | Рахунок | Команда 2                  |
| --------------- | ------- | -------------------------- |
| 9 вересня 1963  |         |                            |
| Венеція (2)     | 1:2     | Монца (2)                  |
| Алессандрія (2) | 1:1 дч* | Віченца                    |
| Брешія (2)      | 2:3     | Дженоа                     |
| Кальярі (2)     | 1:0     | Лаціо                      |
| Катандзаро (2)  | 3:1     | Мессіна                    |
| Фоджа (2)       | 2:1     | Катанія                    |
| Верона (2)      | 2:1     | Мантова                    |
| Лекко (2)       | 1:3     | Торіно                     |
| Падова (2)      | 2:1 дч  | Модена                     |
| Парма (2)       | 3:1     | Козенца (2)                |
| Потенца (2)     | 0:2     | Рома                       |
| Прато (2)       | 2:0     | Сампдорія                  |
| Наполі (2)      | 1:0     | Барі                       |
| Палермо (2)     | 0:3     | Фіорентіна                 |
| Трієстіна (2)   | 0:2     | СПАЛ                       |
| Удінезе (2)     | 0:2     | Болонья                    |
| Варезе (2)      | 1:0     | Аурора Про Патрія 1919 (2) |

* - Віченца пройшла до наступного раунду після жеребкування.

## Перехідний раунд
| Команда 1      | Рахунок | Команда 2 |
| -------------- | ------- | --------- |
| 20 жовтня 1963 |         |           |
| Варезе (2)     | 3:0     | Монца (2) |

## Другий раунд
| Команда 1         | Рахунок      | Команда 2   |
| ----------------- | ------------ | ----------- |
| 13 листопада 1963 |              |             |
| Рома              | 2:0          | Наполі (2)  |
| Алессандрія (2)   | 0:0 пен. 3:4 | Дженоа      |
| Катандзаро (2)    | 1:2          | Фоджа (2)   |
| Фіорентіна        | 4:1          | Прато (2)   |
| Верона (2)        | 0:1          | Болонья     |
| Падова (2)        | 2:2 пен. 2:4 | СПАЛ        |
| Парма (2)         | 1:2          | Кальярі (2) |
| 11 грудня 1963    |              |             |
| Торіно            | 2:1          | Варезе (2)  |

## Третій раунд
| Команда 1      | Рахунок      | Команда 2  |
| -------------- | ------------ | ---------- |
| 12 квітня 1964 |              |            |
| Дженоа         | 1:1 пен. 2:5 | Торіно     |
| 15 квітня 1964 |              |            |
| Кальярі (2)    | 0:1          | Фіорентіна |
| Фоджа (2)      | 0:2          | Рома       |
| 13 травня 1964 |              |            |
| Болонья        | 4:2          | СПАЛ       |

## 1/4 фіналу
| Команда 1      | Рахунок | Команда 2      |
| -------------- | ------- | -------------- |
| 3 червня 1964  |         |                |
| Рома           | 1:0     | Аталанта       |
| Фіорентіна     | 1:0     | Мілан          |
| 10 червня 1964 |         |                |
| Ювентус        | 4:1     | Болонья        |
| 11 червня 1964 |         |                |
| Торіно         | 4:1     | Інтернаціонале |

## 1/2 фіналу
| Команда 1      | Рахунок      | Команда 2  |
| -------------- | ------------ | ---------- |
| 10 червня 1964 |              |            |
| Рома           | 1:1 пен. 6:2 | Фіорентіна |
| 14 червня 1964 |              |            |
| Торіно         | 2:0          | Ювентус    |

## Фінал
| 6 вересня 1964 |        |        |
| Рома           | 0:0 дч | Торіно |

### Перегравання
| 1 листопада 1964 |     |      |
| Торіно           | 0:1 | Рома |